# 인턴제
인턴제 또는 인턴십(internship)은 임시적으로 직업을 수행하는 직업이다. 인턴십에 참여하는 사람은 해당 직무를 수행하며 실제로 현업에 투입하기 전 직무에 대한 전반적인 이해와 실무 스킬을 고양할 수 있다.

## 기업 인턴
대학졸업 예정자 중 대학의 추천을 받은 일정한 인원의 사원후보를 대상으로 일정기간 인턴(실습사원)으로 수련하게 한 후, 적격자를 사원으로 채용하는 제도이다. 인턴 과정을 거쳐 선발된 사원은 입사한 후, 수련 기간만큼 수습기간을 단축받게 된다. 이 제도는 기업으로서는 입사 전에 사원 개개인의 적성과 능력을 미리 알아 부서 배치에 도움을 줄 수 있고, 사원으로서는 애사심을 미리 키울 수 있는 장점이 있다. 또 이 제도의 실시로 기업의 이미지를 높여 유능한 인재를 사전에 발굴할 수 있고, 대학생들은 사회 진출 이전에 자기개발과 사회 적응력을 키울 수 있다.

## 현황
정규직으로의 취업과 기업 공채의 경쟁률이 점점 높아지면서 인턴쉽을 통해 취업의 문으로 진입하려는 구직자들이 늘고 있다. 더욱이 기업이 기존의 스펙보다 경험을 더욱 중요시 하는 채용 풍토가 확산되면서 실무 경험을 쌓을 수 있는 인턴에 대한 관심은 그 어느 때보다 높다. 대한민국에서의 인턴제는 "저질" 일자리로 전락하는 우려가 있다. 인턴제가 근본적인 청년실업 해결책이 될 수 없다. 인턴 과정을 무사히 마쳐도 정규직 전환 가능성은 적다. 예전과는 다르게 평생직장이란 개념이 약해졌다.

## 같이 보기
- 비정규직
- 인턴 (동음이의)